# Kościół Świętej Trójcy w Połajewie
Kościół Świętej Trójcy w Połajewie – rzymskokatolicki kościół parafialny w Połajewie, w powiecie radziejowskim, w województwie kujawsko-pomorskim. Funkcjonuje przy nim parafia Świętej Trójcy.

## Historia

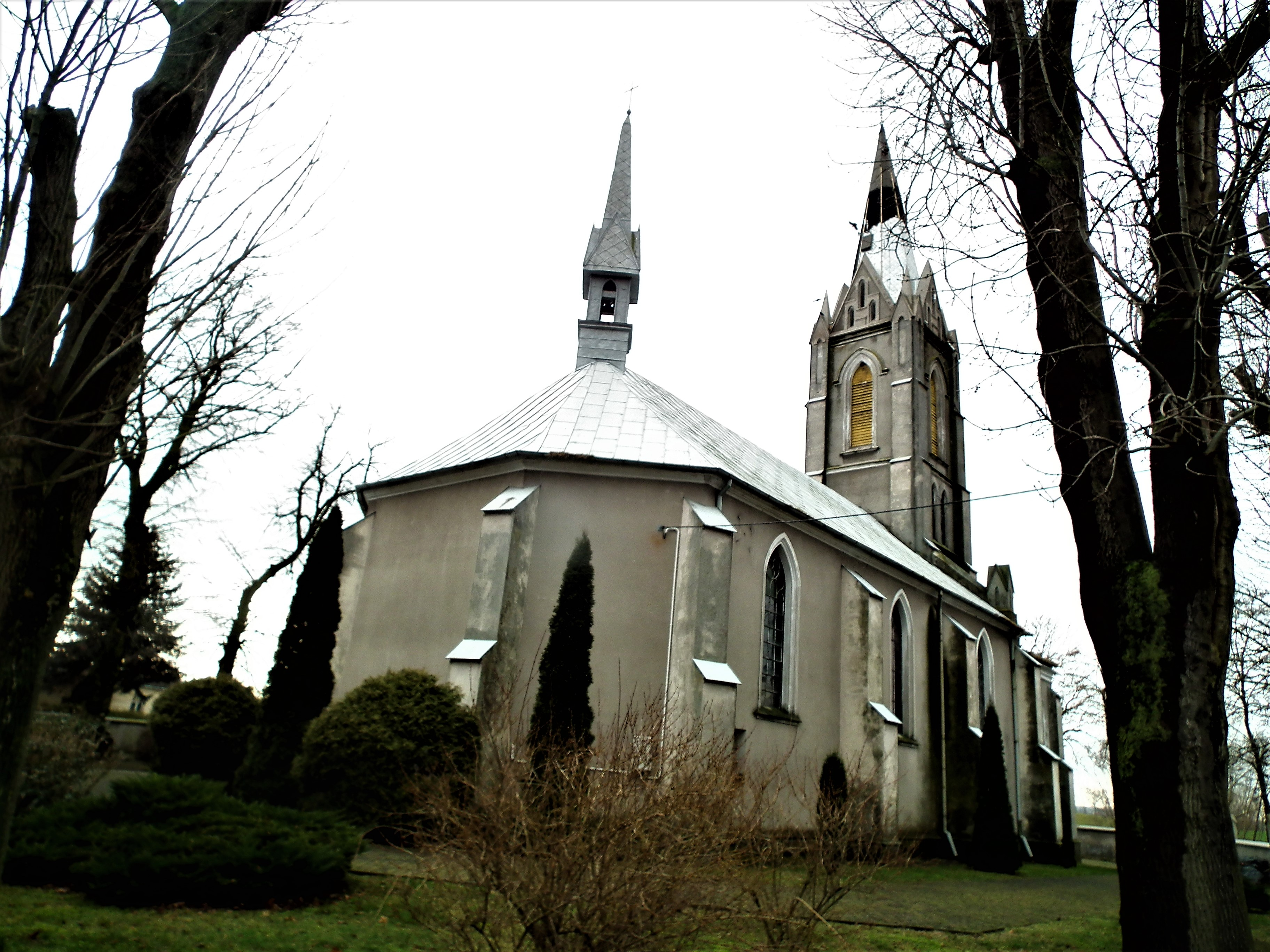
Widok od strony prezbiterium

Pierwsze wzmianki o parafii we wsi pochodzą z 1489, ale funkcjonowała ona zapewne znacznie wcześniej (wieś wzmiankowana była już w 1387). Lokalni szlachcice ufundowali tutejszy kościół, który nosił początkowo wezwanie św. św. Piotra i Pawła. Dopiero około połowy XVI wieku do wezwania rozpoczęto także dodawać Trójcę Świętą. W dobie reformacji kościół podupadł. W 1652 wzniesiono z tego powodu nowy obiekt, a jego fundatorem był Łukasz Jaranowski. Nosił wezwanie Świętego Krzyża. Remontowano go w latach 70. XVIII wieku. Dotrwał do początku XIX wieku. 
W 1816 diecezjalne władze dostrzegły konieczność wzniesienia kolejnego, nowego kościoła, o czym rozmawiano w kolatorem, Wojciechem Sokołowskim z Sadlna. Dzięki jego fundacji w 1818 stanął obecny kościół w stylu neogotyckim. W 1907 dobudowano do niego wieżę, a w 1927 całość odrestaurowano. 28 lipca 1928 konsekrował go biskup Władysław Krynicki pod obecnym wezwaniem. 

## Architektura
Kościół neogotycki, jednonawowy. Na wyposażeniu pozostaje ołtarz w stylu neobarokowym (połowa XIX wieku). W ołtarzu starszy obraz przedstawiający Ukrzyżowanie Jezusa Chrystusa (XVIII wiek). Ołtarz lewy boczny wyposażono w XVII-wieczny obraz przedstawiający św. Jana Nepomucena. W ołtarzu prawym bocznym znajduje się natomiast obraz Matki Bożej Miłosierdzia Ostrej Bramy.